# Anja Ivers
Anja Ivers (verheiratete Anja Scheruhn) ist eine ehemalige deutsche Handballspielerin.

## Werdegang
1989 gelang der aus Hollenstedt stammenden, auf Linksaußen eingesetzten Spielerin mit dem Buxtehuder SV, für den sie ab 1985 auflief, als Spielführerin der Aufstieg in die Bundesliga. Sie arbeitete gleichzeitig als Reisekauffrau. In der Saison bestritt sie 22 Bundesliga-Spiele, in denen sie 32 Tore warf. Sie spielte dann beim BSV II, kam im Frühling 1994 aber im Europapokal zum Einsatz, da die Buxtehuderinnen Verletzungssorgen hatten, und trug Mitte Mai 1994 im Finalrückspiel gegen Bækkelagets SK mit drei Toren zum Gewinn des Euro-City-Cups bei. Ihre Tochter Louisa Scheruhn wurde ebenfalls Leistungshandballspielerin.